# Vijf ringen van Moskou
De Vijf ringen van Moskou (Russisch: Пять колец Москвы, Pjat kolets Moskvy) is een wielerronde, die elk jaar in en rond de Russische hoofdstad Moskou wordt gehouden. Van 1993-2001 en 2004 was het een wedstrijd op de internationale kalender voor amateurs, in 2002 en 2003 en van 2005-2021 stond hij op de internationale UCI-kalender, waarbij van 2005-2021 deel uitmakend van het Europese continentale circuit, de UCI Europe Tour in de 2.2-categorie. Vanaf 2022 is het een amateurwedstrijd op de nationale kalender, nadat de UCI de wedstrijd in 2022 van de internationale kalender verwijderde als gevolg van de Russische invasie van Oekraïne.
De ronde werd in 2016 en 2020 niet verreden (in 2020 als gevolg van de coronapandemie). Drie keer won er geen Rus. Van 1993-2015 werd de race in mei verreden, veelal met de slotetappe op 9 mei, de Dag van de Overwinning. Na de onderbreking in 2016 werden de edities van 2017-2019 nog in mei verreden, de edities van 2021-2024 vonden in juni plaats. Veruit de meeste edities werden verreden met een proloog en vier ritten in lijn.

## Lijst van winnaars

### Meervoudige winnaars
| Overwinningen | Renner           | Jaren      |
| ------------- | ---------------- | ---------- |
| 2             | Andrej Ptsjolkin | 2002, 2003 |
| 2             | Ivan Terenin     | 2001, 2004 |
| 2             | Sergej Firsanov  | 2010, 2011 |

### Overwinningen per land
| Overwinningen | Land        |
| ------------- | ----------- |
| 27            | Rusland     |
| 2             | Wit-Rusland |
| 1             | Oekraïne    |

2005 · 
2006 · 
2007 · 
2008 · 
2009 · 
2010 · 
2011 · 
2012 · 
2013 · 
2014 · 
2015 · 
2016 · 
2017 ·
2018 ·
2019 ·
2020 ·
2021 ·
2022 ·
2023 ·
2024 ·
2025
Belangrijkste etappewedstrijden

Internationaal Wegcriterium · Driedaagse Brugge-De Panne · Ronde van de Alpen · Vierdaagse van Duinkerke · Ronde van Beieren · Ronde van Noorwegen · Ronde van België · Ronde van Luxemburg · Ronde van Oostenrijk · Ronde van Wallonië · Ronde van Burgos · Ronde van Denemarken · Arctic Race of Norway · Ronde van Groot-Brittannië
Belangrijkste eendaagse wedstrijden

Trofeo Laigueglia · GP Lugano · GP Nobili Rubinetterie · Dwars door Vlaanderen · Scheldeprijs · Brabantse Pijl · GP Kanton Aargau · Brussels Cycling Classic · GP Fourmies · Primus Classic Impanis-Van Petegem · Ronde van de Drie Valleien · Milaan-Turijn · Ronde van Piemonte · Ronde van het Münsterland · Ronde van Emilia · Parijs-Tours · GP Bruno Beghelli